# حد آرمسترونغ

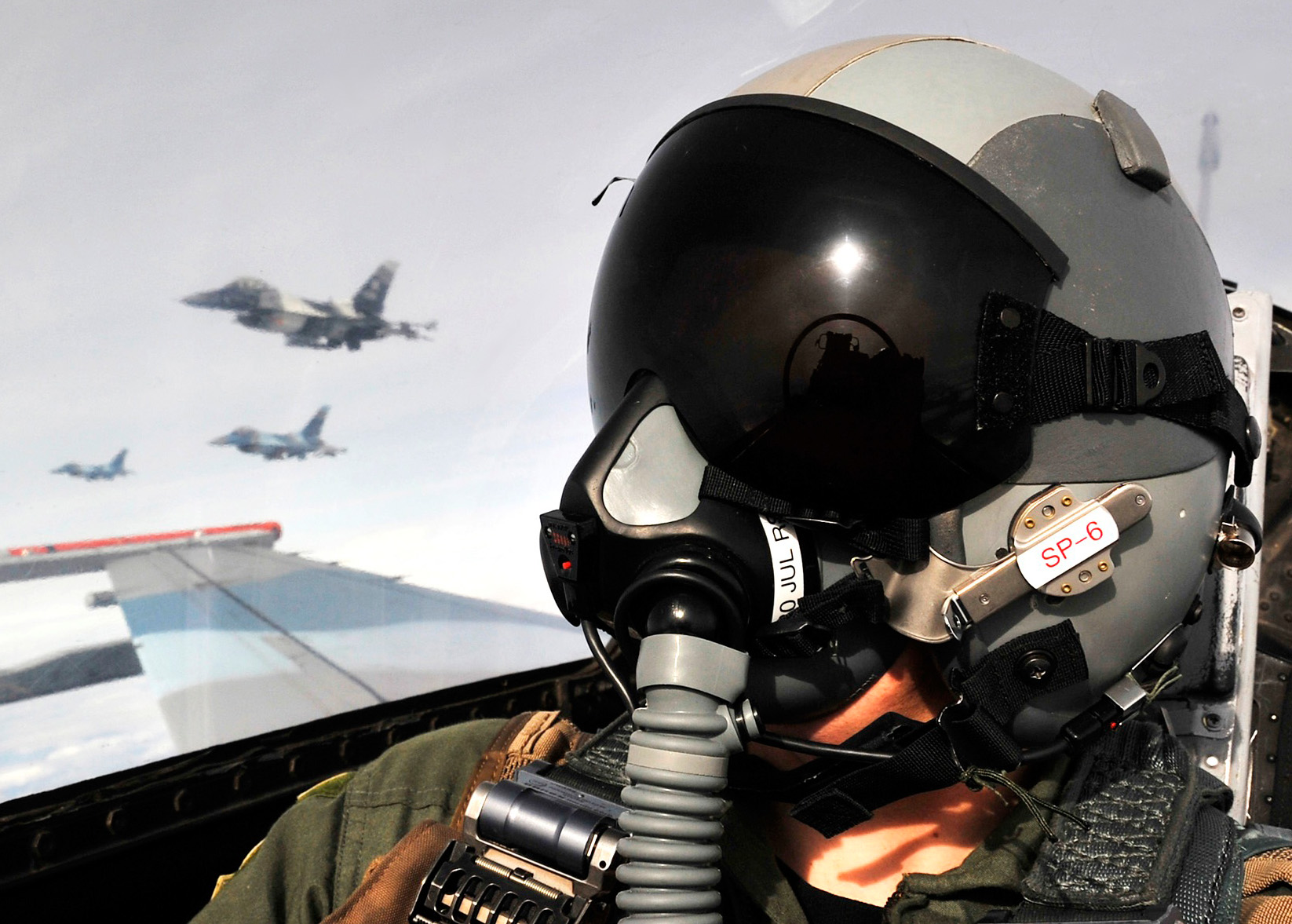
إذا حلق الطيار فوق حد آرمسترونغ بقناع أكسجين فقط ومن دون ارتداء بدلة ضغط ، فإن السوائل التي ترطب الرئتين والحلق ستتبخر.

حد آرمسترونغ أوخط آرمسترونغ، هو الارتفاع الذي يكون فيه الضغط الجوي مساويا 6.3 kPa ، مما يؤدي إلى غليان الماء عند درجة حرارة 37 °C ، وسمي هكذا على اسم مؤسس إدارة طب الفضاء في القوات الجوية الأمريكية (هاري جورج آرمسترونغ) وهو أول من تعرف على هذا الخط، والذي فيه لا يمكن للإنسان النجاة من دون ارتداء بذلة الضغط أوالتواجد في بيئة مضغوطة. ويبدأ هذا الخط عند ارتفاع بين 18 km إلى 19 km فوق مستوى سطح البحر.

## التأثيرات

### التأثير على سوائل الجسم
عند أو فوق مستوى خط آرمسترونغ، تكون سوائل الجسم كاللعاب والبول بالإضافة إلى السوائل المرطبة للحويصلات الهوائية في الرئتين عرضة للتبخر من دون ارتداء بدلة ضغط، كما أن كمية الأكسجين المستنشقة بأي شكل لن تبقي الإنسان حياً لأكثر من بضع دقائق.

### نقص التأكسجعند ارتفاع أقل من خط آرمسترونغ
يكون من الضروري ارتداء بدلة ضغط عند ارتفاع 15 km (أي أقل من مستوى خط آرمسترونغ) وذالك من أجل ضمان قيادة ءامنة للطيارين الذين يقودون الطائرات داخل قمرة قيادة غير مضغوطة . حيث إن ردة الفعل الجسمانية الفورية هي نقص التأكسج (الهايبوكسيا) عند هذا الارتفاع.